# Jaktradio
Jaktradio är ett slags kommunikationsradio för samtal mellan personer vid jakt, viltvård, skogsbruk, jordbruk, friluftsliv, fjällvandring m.m. Alla som har valt samma radiokanal kan höra varandra och prata med varandra, ungefär som att sitta runt ett bord och prata. Det kan vara praktiskt vid många aktiviteter och ibland helt nödvändigt för säkerheten. Apparater för jaktradio kan vara utformade på olika sätt. De kan vara handhållna (typ walkie-talke) eller monterade i fordon (typ bilradio) eller stationära inomhus med tillhörande antenn på hustaket. Många av apparaterna har en spiralsladd med en mikrofon som man pratar i när man sänder.  
Jaktradio fungerar helt oberoende av mobilnät och abonnemang. Man sänder själv direkt mellan varandra. Det finns alltså full täckning överallt i skog och i vildmark till de radioutrustade kamrater som finns inom den egna radions räckvidd. Tekniskt möjliga avstånd för radiokontakt varierar från några kilometer upp till flera mil beroende på terrängförhållanden och vilken radioutrustning som har valts. Räckvidden påverkas mycket av antennens utformning och placering. Längst räckvidd uppnås när antennen är högt placerad och har fri sikt mot horisonten.
Om det finns tonkodning i apparaterna (CTCSS, DCS och dylikt) kan mottagningen selekteras så att man endast hör medlemmarna i det egna jaktlaget eller i den egna vandringsgruppen. Det kan också minska vissa typer av störningar. Tonkodning hindrar dock inte främmande personer, inom radions räckvidd, att lyssna på det man säger och sänder.
Vid jakt och viltvård används ibland så kallade hundpejlar eller viltpejlar. Då är djuren utrustade med sändare så att hundförare eller viltvårdare kan spåra djuret och kanske se var det finns på en gps-karta. Djurens sändare skickar datakod på någon jaktradiokanal eller på särskilda radiokanaler. Det kan ibland upplevas störande på radiosamtalen så att man behöver byta kanal.    
Den som vill fördjupa sina kunskaper i radioteknikens möjligheter kan engagera sig i amatörradio och skaffa sig ett amatörradiocertifikat, ungefär som att ta ett körkort. Där öppnar sig nya rättigheter att använda olika slags radioutrustningar för privat kommunikation, både lokalt och internationellt.

## Radiofrekvensområden och utrustning
Olika radiofrekvensområden finns disponibla för olika verksamheter. I Sverige planeras och administreras alla radiofrekvenser av Post- och telestyrelsen. Där kan man ansöka om egen radiofrekvens, om man inte nöjer sig med licensfria alternativ som beskrivs här nedför. Apparaterna fungerar, av tekniska skäl, inom ett specifikt radiofrekvensområde. Kanalerna är i många fall förprogrammerade i apparaterna. För att kunna använda olika radiofrekvensområden med olika egenskaper behövs olika modeller av apparater och antenner.

### Sverige
Inom Sveriges gränser finns flera radiofrekvensområden med licensfria kanaler som kan användas vid jakt m.m. Alla licensfria kanaler delas på lika villkor med andra användare, till exempel skogsbruk, jordbruk och friluftsliv. Om man upplever sig störd av främmande radiosamtal kan man byta kanal. Apparaterna ska vara CE-märkta och programmerade för användning i Sverige. För jakt används normalt frekvensområdena 31 MHz och 155 MHz, men också 69 MHz och 444 MHz är tillåtna för jakt och annan verksamhet. 

#### 31 MHz
Det fria frekvensområdet kring 31 MHz i Sverige är uppdelat på 40 kanaler mellan 30.930 MHz och 31.370 MHz och med sändareffekt maximalt 5 W ERP. För att öka räckvidden är det tillåtet att ansluta en 31 MHz-radio till en basantenn, till exempel på ett hustak. 31 MHz är fritt för "landmobil radio" vilket innebär att det är fritt för alla ändamål på land; företag, föreningar, jakt och privat. 
För en handhållen apparat (walkie-talkie) på 31 MHz kan räckvidden i skogen flerdubblas om man ansluter en så kallad  kastantenn, alltså en tråd med anpassad längd och tillbehör som slängs upp i ett träd. Det kan vara ett bra alternativ på jaktpasset, för längre förbindelseavstånd, och när det blir trångt på 155 MHz-kanalerna för jakt. 
Äldre apparater för 31 MHz kan ha ett mindre antal förprogrammerade kanaler, inklusive kanaler som inte längre får användas fritt. Kanalnumrering kan skilja sig åt mellan olika apparater. Det är därför säkrare att ange frekvensen.

#### 69 MHz
Det fria frekvensområdet på 69 MHz i Sverige (nytt från 2016) innehåller 8 licensfria kanaler med tillåten sändareffekt maximalt 25 W ERP, avsett för längre förbindelseavstånd. För att öka räckvidden är det tillåtet att ansluta en 69 MHz-radio med dessa 25 W-kanaler  till en basantenn, till exempel på ett hustak. På 69 MHz finns också 10 licensfria kanaler för lägre sändarefffekt max. 5 W ERP för kortare förbindelsavstånd, till exempel inom ett jaktlag. Där får INTE radion anslutas till basantenn därför att räckvidden ska vara kort, några kilometer. 69 MHz är fritt för "landmobil radio" vilket innebär att det är fritt för alla ändamål på land; företag, föreningar, jakt och privat. Det bör betonas att 69 MHz inte är någon ny privatradio som det klassiska 27 MHz.
| Frekvens (MHz) max 25 W | Frekvens (MHz) max 25 W | Frekvens (MHz) max 25 W | Frekvens (MHz) max 25 W |
| ----------------------- | ----------------------- | ----------------------- | ----------------------- |
| 69,0125                 | 69,0375                 | 69,0625                 | 69,0875                 |
| 69,1125                 | 69,1375                 | 69,1625                 | 69,1875                 |

På 25 W-frekvensen 69,0125 MHz får endast mobila sändare användas (bärbara och fordon, alltså ingen basantenn på hustak) inom Västra Götalands och Hallands län . Det beror på en överenskommelse med Danmark.
| Frekvens (MHz) max 5 W | Frekvens (MHz) max 5 W | Frekvens (MHz) max 5 W | Frekvens (MHz) max 5 W | Frekvens (MHz) max 5 W |
| ---------------------- | ---------------------- | ---------------------- | ---------------------- | ---------------------- |
| 69,60625               | 69,63125               | 69,65625               | 69,68125               | 69,70625               |
| 69,61875               | 69,64375               | 69,66875               | 69,69375               | 69,71875               |

På 5 W-frekvenserna får endast mobila sändare användas (bärbara och fordon, alltså ingen basantenn på hustak). Det kan vara bra för jaktlag och för olika slags evenemang, där räckvidder på några kilometer är tillräckligt.  

#### 155 MHz
På 155 MHz i Sverige finns 6 kanaler avsedda för jordbruk, skogsbruk och jakt, licensfritt. Ingen annan verksamhet. Maximal sändareffekt är 5 W ERP med mobila sändare (bärbara och fordon, alltså ingen basantenn på hustak). Två av jakt-kanalerna här, 155,500 och 155,525 MHz, är samma som de nordiska fritidsbåtskanalerna L1 och L2. Där kan det höras samtal mellan privatbåtar, särskilt under sommartid.
På 155 MHz sänder också de tillåtna versionerna av hundpejlar (GPS-data från hundens halsband). Det hörs som en återkommande datakod med ett surrande ljud i jaktradion. Det kan upplevas störande för de jägare vill ha röstkommunikation inom jaktlaget. En möjlighet är då att flytta röstkommunikationen till 31 MHz-apparater där det finns gott om plats, 40 kanaler att välja mellan.
| Frekvens (MHz) max 5 W | Frekvens (MHz) max 5 W | Frekvens (MHz) max 5 W |
| ---------------------- | ---------------------- | ---------------------- |
| 155,400                | 155,425                | 155,450                |
| 155,475                | 155,500                | 155,525                |

Amerikanska hundpejlar som sänder på andra frekvenser runt 150 MHz  får inte användas i Europa eftersom det stör annan viktig radiokommunikation i vår världsdel. OBS! Användning av privatimporterad radioutrustning för jakt och pejling är förbjuden.

#### 156 MHz
I flera modeller av jaktradioapparater för 155 MHz finns en extra 7:e kanal med frekvensen 156,000 MHz. Det är en allmän walkie-talkie kanal som får användas fritt för alla ändamål, till exempel på byggarbetsplatser och vid olika slags evenemang. Det är alltså inte en jaktkanal, men den får vid behov användas också på jakten. På 156,000 MHz gäller sändareffekt maximalt 5 W ERP och endast bärbara apparater (walkie-talkie). Kanalen sammanfaller med kanal 0 på båt-VHF-radion som används i bland annat Storbritannien.

#### 444 MHz
Det licensfria frekvensområdet på 444 MHz i Sverige innehåller 8 kanaler med sändareffekt maximalt 2 W ERP.  För att öka räckvidden är det tillåtet att ansluta en 444 MHz-apparat till en basantenn till exempel på hustak. 444 MHz fungerar bäst inom i tätbebyggt område beroende på att den relativt höga radiofrekvensen "studsar" mellan husväggarna och är tålig mot brus-störningar från elapparater och elektronik i närheten. 444 MHz fungerar sämre ute i skogen. 444 MHz är en kort våglängd som klarar sig med mycket korta antenner. Det kan vara praktiskt för apparater på byggarbetsplatser och vid olika slags evenemang som endast behöver korta förbindelseavstånd. 
| Frekvens (MHz) max 2 W | Frekvens (MHz) max 2 W | Frekvens (MHz) max 2 W | Frekvens (MHz) max 2 W |
| ---------------------- | ---------------------- | ---------------------- | ---------------------- |
| 444,600                | 444,650                | 444,800                | 444,825                |
| 444,850                | 444,875                | 444,925                | 444,975                |

Förväxla inte 444 MHz med 446 MHz. Den senare är en Europa-standard för fri användning som endast tillåter sändareffekt max. 0,5 W ERP och som vanligtvis används i leksaker och små billiga walkie-talkies. Räckvidden på 446 MHz är mycket kort.

### Finland
Radiofrekvensområdet 67–72 MHz (VHF) har 26 kanaler avsedda för fritidsverksamhet och arbetsförbindelser. 21 av dessa kanaler får användas vid jakt (kanalgrupp E, kanal 5–16 och 18–26). De finska jaktkanalerna är licensfria att använda på finsk mark. Några av kanalerna är begränsade så att de inte får användas nära gränsen mellan Finland och andra länder. Högsta sändareffekt är 5 W för en del av kanalerna och 25 W för några andra av kanalerna. 